# Molophilus (Molophilus) urodontus urodontus
Molophilus (Molophilus) urodontus urodontus is een ondersoort van de tweevleugelige Molophilus (Molophilus) urodontus uit de familie steltmuggen (Limoniidae). De ondersoort komt voor in het Palearctisch gebied.